# Ketepung
Ketepung is een bestuurslaag in het regentschap Pacitan van de provincie Oost-Java, Indonesië. Ketepung telt 2841 inwoners (volkstelling 2010).